# Hochbuch (Roggenburg)
Hochbuch ist eine Einöde, die zum Ortsteil Meßhofen der schwäbischen Gemeinde Roggenburg im Landkreis Neu-Ulm gehört.

## Geografie
Der Ortsteil liegt zwei Kilometer westlich von Meßhofen und etwa vier Kilometer südwestlich des historischen Ortskerns von Roggenburg. Die Umgebung besteht aus weitläufigen landwirtschaftlich genutzten Fluren und Forsten. 

## Geschichte
Hochbuch gehörte zur Gemeinde Meßhofen und wurde mit dieser im Zuge der Gebietsreform in Bayern am 1. Juli 1972 in die Gemeinde Roggenburg eingegliedert.